# Brucea mollis
Brucea mollis är en bittervedsväxtart som beskrevs av Nathaniel Wallich. Brucea mollis ingår i släktet Brucea och familjen bittervedsväxter. Inga underarter finns listade i Catalogue of Life.